# North Charleston Coliseum
North Charleston Coliseum – arena w amerykańskim mieście North Charleston w Karolinie Południowej. Została otwarta w 1993 roku i jest częścią kompleksu North Charleston Convention Center Complex. Budynek jest znany ze swojego kształtu, bowiem przypomina ananasa, popularnego owocu w Charleston.
Arena jest obiektem domowym drużyny hokejowej South Carolina Stingrays, a także alternatywnym obiektem drużyny koszykarskiej Charleston Southern University. W North Charleston Coliseum miały miejsce rozgrywki Big South Conference (1993-94) oraz Southern Conference. Poza tym odbyły się w niej m.in.: WWF In Your House (1996), WCW Uncensored (1997), Wheel of Fortune (2006) oraz przesłuchania do American Idol (2007). Wśród artystów, którzy koncertowali w arenie są m.in.: Eagles (1995, 2005), Bruce Springsteen (2008), Elton John (2007) i Alice in Chains (2014). W 2006 roku Oprah Winfrey nagrała w NCC jeden z odcinków swojego programu.
Właścicielem North Charleston Coliseum jest miasto North Charleston, a operatorem SMG.